# Los ilusionautas
Los ilusionautas (La patrulla increíble en España) es una película peruana de 2012 de animación, comedia, aventuras y ciencia ficción, para realizarla utilizaron la técnica de animación por computadora, está dirigida por Eduardo Schuldt y escrita por Abraham Vurnbrand. Cuenta con las voces de Giovanni Ciccia, Connie Chaparro y Bruno Ascenzo en su versión original, y en el doblaje en inglés está Sarah Michelle Gellar y Christopher Lloyd, entre otros. Se estrenó el 26 de enero de 2012 en cines peruanos.

## Sinopsis
Un grupo de niños con poderes especiales y su fiel perro son enviados en un viaje a través del tiempo, su objetivo es restaurar historias famosas, mientras el alocado presidente y el ministro de Asuntos Culturales intentan alterarlas. Tienen que lidiar con muchas dificultades para hacer bien su trabajo y no mezclar nada.

## Reparto
- Giovanni Ciccia como Albino (voz en español)
- Connie Chaparro como Primera dama de Francia (voz en español)
- Bruno Ascenzo como Aristóteles (voz en español)
- Sarah Michelle Gellar como Nicole (voz en inglés)
- Christopher Lloyd como Profesor (voz en inglés)

## Taquilla
Los ilusionautas vendió 214 679 boletos de cines (USD 740 000) convirtiéndose en la película peruana más exitosa de 2012.